# Grangemouth
Grangemouth (schottisch-gälisch Inbhir Ghrainnse) ist ein Ort mit Seehafen in der Council Area Falkirk, Schottland. Das ehemalige schottische Burgh liegt an der Mündung des Flusses Carron am Ufer des Forth. Die Nachbarorte sind Falkirk, Bo’ness und Stirling.
Der ursprüngliche Name des Ortes war Camelon. Mit dem Baubeginn des Forth and Clyde Canal durch Sir Lawrence Dundas sollte der neue Ortsteil Camelons Sealock (deutsch: Seeschleuse) heißen, später nutzte man aber die Bezeichnung Grange Burn Mouth, woraus bis etwa 1780 Grangemouth wurde.
Zwar besaß Grangemouth auch früher einen Hafen, wirtschaftlich begann der Ort aber erst im 18. Jahrhundert infolge des Kanalbaus zu wachsen. 1963 schloss man den zuvor zu touristischer Nutzung wiedereröffneten Kanal und verfüllte den Abschnitt in Grangemouth. Von 1885 bis 1985 bestand die Werft Grangemouth Dockyard Company. Das heutige Wirtschaftsleben der Stadt gründet in der Hauptsache auf die große örtliche Petrochemie und den Seehafen.
Eine bemerkenswerte Tatsache ist der Abbruch der kompletten Altstadt des Ortes, welcher im April 2007 weitestgehend abgeschlossen war. Ein allerletztes Überbleibsel wurde bis 2010 ebenfalls abgerissen.

## Söhne und Töchter von Grangemouth
- Thomas Livingstone Mitchell (1792–1855), Forscher
- Alexander Winton (1860–1932), US-amerikanischer Rennfahrer, Unternehmer und Pionier des Autobaus
- Alan Davie (1920–2014), Maler und Jazzmusiker
- Tommy Whittle (1926–2013), Jazzmusiker
- Sandy Brown (1939–2014), Fußballspieler
- Robert Black (1947–2016), Serienmörder
- Cathy Peattie (* 1951), Politikerin (Labour Party)
- Stuart Kennedy (* 1953), Fußballspieler
- Elizabeth Fraser (* 1963), Musikerin
- Cara Hilton (* 1975), Politikerin (Labour Party)

## Weblinks

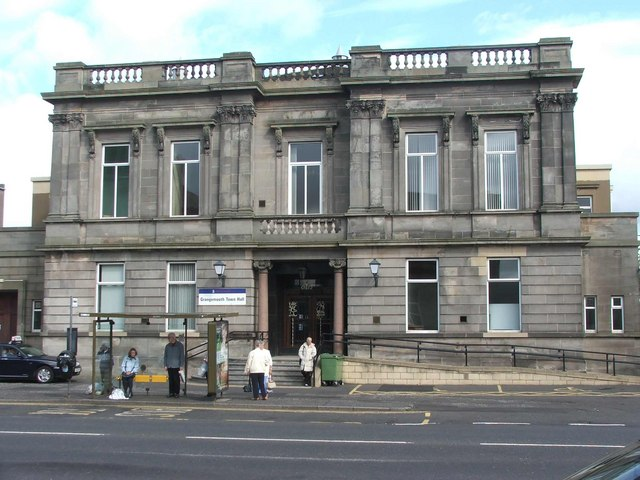
Grangemouth Town Hall